# The Blue Hour (phim 2015)
Onthakan (tiếng Thái: อนธการ; RTGS: Onthakan) là một phim kinh dị Thái Lan năm 2015 của đạo diễn Anucha Boonyawatana. Nó được chiếu trong phần Toàn cảnh của Liên hoan phim quốc tế Berlin lần thứ 65.

## Nội dung
Câu chuyện tình lãng mạn đồng tính này kể về một thiếu niên bị bắt nạt Tam (Atthaphan Phunsawat) kết bạn và có quan hệ tình dục với một chàng trai đồng tính bí ẩn Phum (Oabnithi Wiwattanawarang) tại một hồ bơi bị bỏ hoang. Chuyện tình của họ bắt đầu như một mối tình lãng mạn, nhưng sau đó, chuyển sang một lãnh thổ đen tối hơn.

## Diễn viên
- Oabnithi Wiwattanawarang vai Phum
- Atthaphan Phunsawat vai Tam
- Duangjai Hirunsri
- Panutchai Kittisatima
- Nithiroj Simkamtom